# شهرستان خوتینتسکی
شهرستان خوتینتسکی (به لاتین: Khotynetsky District) یک شهرستان در روسیه است که در استان اریول واقع شده‌است.